# Michail Zygar
Michail Zygar (ryska: Михаил Викторович Зыгарь), född 31 januari 1981 i Moskva, är en rysk journalist, författare och filmare samt grundare av och före detta chefredaktör för Rysslands enda oberoende tv-kanal Dozjd (2010–2015). Under Zygars ledning stod Dozjd för ett alternativ till de Kreml-kontrollerade federala tv-kanalerna, genom att fokusera på nyhetsinnehåll och vara en plattform för oppositionella röster. Kanalens inslag om politiskt känsliga frågor, som demonstrationerna i Moskva 2011 och 2012 och konflikten i Ukraina, har skilt sig radikalt från innehållet i de nationella tv-kanalernas officiella sändningar. Zygar är också författare till boken ”Männen i Kreml, inifrån Putins hov”, som är baserad på intervjuer med ryska politiker från Vladimir Putins inre krets. Boken har blivit en framgångsrik bäst-säljare i Ryssland.

## Biografi
Zygar blev känd som krigskorrespondent för Kommersant, som är den mest inflytelserika ryska tidning som rapporterar om bland annat konflikter i Irak och Libanon, folkmord i Darfur och revolutionen i Kirgizistan. I maj 2005 var Zygar den ende journalist som rapporterade från Uzbekistan, under massakern i Andizjan. Därefter granskade han ryska vapenleveranser till Uzbekistan. I augusti, 2005, blev han brutalt misshandlad av okända män i Moskva, som förmodligen tillhörde den uzbekiska säkerhetstjänsten.
Under 2009 och 2010 arbetade han som chef för politiska avdelningen på ryska Newsweek. 2010 blev han den förste chefredaktören för Dozjd, som var den första oberoende tv-kanalen i Ryssland på tio år. Dozjd stärkte sin position genom rapporteringen av massdemonstrationerna mot Vladimir Putin 2011. Zygar organiserade direktsändningar från alla demonstrationståg, vilka till stor del blev ignorerade av den statliga televisionen. Den internationella tv-kanalen Vice News kallade Zygar och hans team ”de sista journalisterna i Ryssland”
Under 2012–2014 tillhörde Zygar den grupp ”ledande ryska journalister” som höll årliga intervjuer med Rysslands president (sedermera premiärminister) Dmitrij Medvedev. Enligt en reporter på AP var Michail Zygars frågor ”skarpare än de övrigas”.
2014 utsattes Dozjd för ett politiskt angrepp. Problemen uppstod när kanalen sände inslag om de dagliga regeringskritiska demonstrationerna i Ukraina, vilka den statligt ägda televisionen avfärdade som en nynazistisk kupp. Under året stängde nästan samtliga kabel-tv-bolag av Dozjd  och sedan dess har kanalen varit ignorerad på bred front. Kanalen fick halvera kostnaderna, säga upp omkring 30 procent av de anställda och minska månadsbudgeten, men fick sedan besked om vräkning. I anslutning till detta samlade Dozjd in omkring en miljon dollar genom en crowd-funding-kampanj och bevisade att det fortfarande finns en efterfrågan av oberoende medier i Ryssland. Tv-kanalen började därefter sända från en vanlig lägenhet i Moskva.
I december 2015 meddelade Zygar att han skulle sluta som chefredaktör. Han berättade för tidningen Kommersant att han planerar att ägna sig åt sitt eget multimedieprojekt ”1917. Free History”, tillgänglig på hemsidan project1917.ru. ”Jag har drivit kanalen i fem och ett halvt år, alla företagsledare måste sluta efter en period, det är rätt, jag måste göra något” tillade Zygar.  Men enligt andra oberoende medier kan politiska påtryckningar ha legat bakom Zygars uppsägning. Chefredaktören på radiokanalen ”Echo Moskvy”, Alexej Venediktov, hävdade att några högt uppsatta statsmän, inklusive premiärminister Dmitrij Medvedev blev ursinniga av Zygars bok och krävde att Dozjds ägare Natalja Sindejeva skulle göra sig av med Zygar.

## Produktioner

### Projektet “1917. Free history”
I november 2016 lanserade Michail Zygar det digitala projektet “1917. Free history", se project1917.ru. På webbplatsen används dagboksanteckningar, biografier, brev, bilder med mera från ryska revolutionens samtid, för att låta besökarna följa de dagliga händelserna direkt. Den på svenska utgivna boken Imperiet måste dö är en utlöpare av detta projekt, vilket han hänvisar till i bokens förord. Webbplatsen stödjs av Rysslands största sökmotor Yandex, största bank Sberbank och det sociala nätverket VKontakte. Projektet pågår fram till den 18 januari 2018 – då det skildrar den dag då regeringen upplöstes 1917. Projektet har lett till ett flertal samarbeten planerade under 2017: Utställningar i Moskva och Sankt Petersburg, och en föreställning på teatern Gogol-center i Moskva. En engelskspråkig version av webbplatsen lanserades i februari 2017.

### Filmer
- To Bury Stalin (2013)
- Who's the Power (2013)
- Past and Duma (2013)

## Utmärkelser
2014 meddelade den oberoende pressfrihetsorganisationen Committee to protect journalists (CPJ) att Michail Zygar hade tilldelats det årliga ”International Press Freedom Award”. Han var den sjuttonde ryske personen att tilldelas priset (efter Tatiana Mitkova 1991, Jevgenij Kiseljov 1995, Jelena Masjuk 1997, Musa Muradov 2003, Dmitrij Muratov 2007 och Nadira Isajeva 2010).